# Muzeum Ziemi Puckiej im. Floriana Ceynowy w Pucku
Muzeum Ziemi Puckiej im. Floriana Ceynowy w Pucku (kaszb. Mùzeùm Pùcczi Zemi miona Florióna Cenôwë) – muzeum powołane w 1980 roku. Zalążkiem dzisiejszego muzeum była powstała w 1970 roku Stacja Gromadzenia Dóbr Kultury i Upowszechniania Wiedzy o Regionie. Jej celem było prowadzenie badań naukowych oraz gromadzenie obiektów zabytkowych związanych z regionem. W 1973 roku w wyremontowanym budynku dawnego przytułku zwanym „Szpitalikiem” otworzono pierwszą ekspozycję poświęconą kaszubskiej kulturze. Szybki rozwój instytucji spowodował wyodrębnienie w ramach jednostki samodzielnych działów. W 1975 roku otworzono dział etnograficzny, 1976 roku historyczny, a pod koniec lat 70. XX wieku archeologiczny, w związku z odkryciem wczesnośredniowiecznego portu w Zatoce Puckiej. Wkrótce też miasto przekazało rozwijającej instytucji sąsiadujący z nią budynek - dom kowala z kuźnią oraz położoną w północnej pierzei puckiego rynku kamienicę mieszczańską.
W 1982 roku w związku z budową elektrowni jądrowej nad J. Żarnowieckim powierzono muzeum tworzenie założenia skansenowego w Nadolu. Ochroną konserwatorską objęto tradycyjną XIX-wieczną zagrodę wiejską. 23 czerwca 1987 roku udostępniono jednocześnie dwie nowe filie muzeum - wyremontowaną gruntownie "Kamienicę Mieszczańską” w Pucku oraz nadolski skansen "Zagroda Gburska". W ten sposób powiększyły się możliwości wystawiennicze muzeum.
W 2000 roku z okazji 30-lecia Muzeum nadano placówce imię Floriana Ceynowy – kaszubskiego działacza społecznego i narodowego, badacza folkloru i języka kaszubskiego. W 2013 roku Muzeum przejęło pieczę nad zabytkową willą gen. Józefa Hallera we Władysławowie. Obecnie obiekt stał się oddziałem muzeum - "Hallerówka".
Przeprowadzone w latach 2010-2013 prace modernizacyjne w kompleksie "Szpitalika" zaowocowały otwarciem 18 maja 2014 roku nowej ekspozycji stałej, której trzon stanowi prezentacja zbiorów etnograficznych. Aktualnie muzeum realizuje budowę Muzeum gen. Józefa Hallera we Władysławowie-Hallerowie oraz budowę "Zagrody kaszubskiej" w Ostrowie. W 2020 roku Muzeum obchodziło 50-lecie istnienia.

## Oddziały muzeum

### Kamienica Mieszczańska

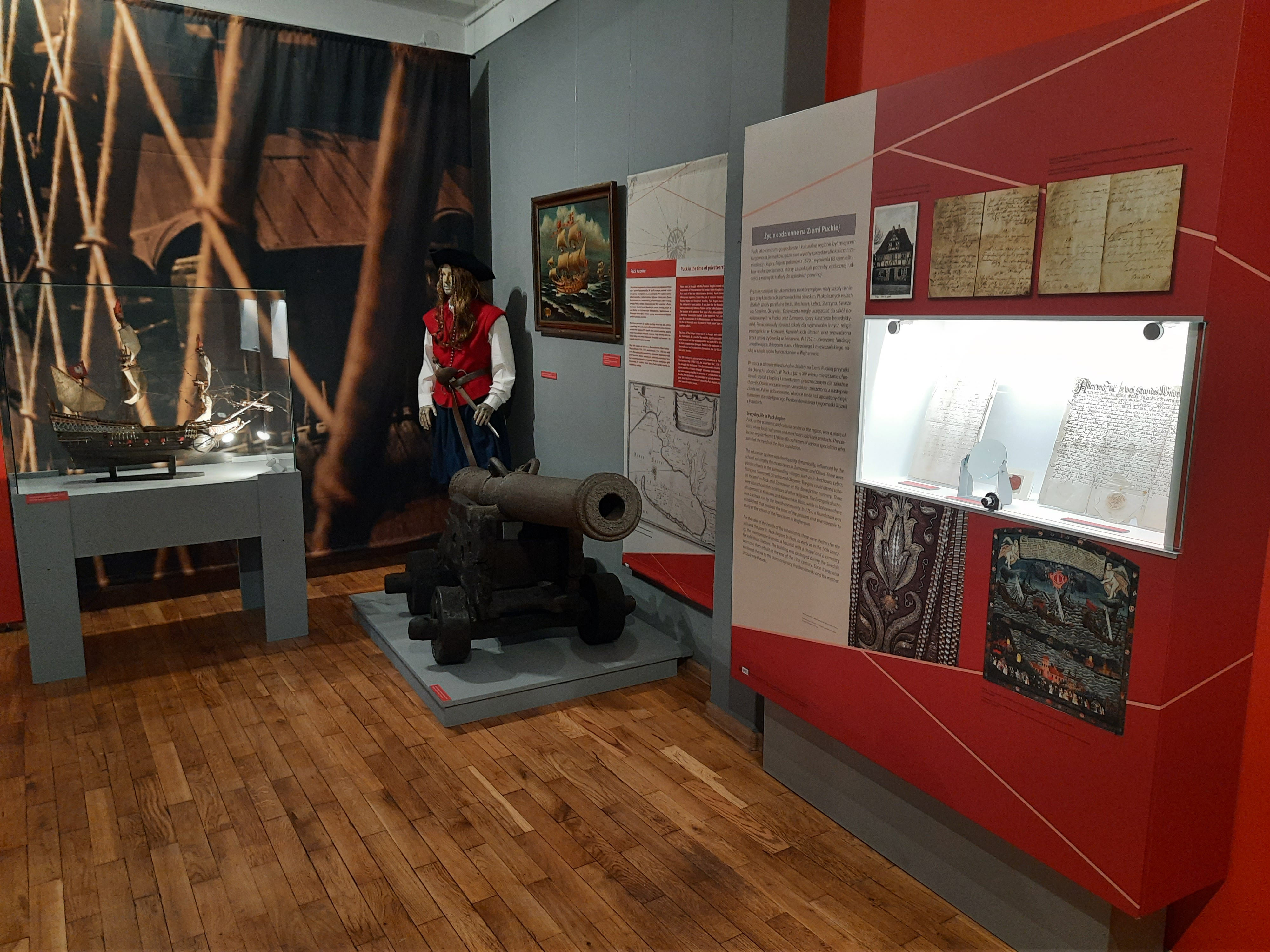
Fragment ekspozycji muzealnej w "Kamienicy Mieszczańskiej"

Główna siedziba Muzeum Ziemi Puckiej im. Floriana Ceynowy mieści się w odrestaurowanej w latach 80. XX wieku kamienicy mieszczańskiej zlokalizowanej w północnej pierzei puckiego rynku (ul. Stary Rynek 28, do 2017 r. Pl. Wolności 28). Zachowana fasada obiektu zwieńczona neogotyckim szczytem ze sterczynami i motywem krenelażu pochodzi z XIX wieku. Działka, na której posadowiono kamienicę znana jest z najstarszych planów miasta, a o wielowiekowym osadnictwie na niej świadczą wyniki prowadzonych prac archeologicznych. Najstarszy etap zasiedlenia przypadał na okres przełomu X i XI wieku. Funkcjonował tu piec potwierdzający gospodarczą funkcję terenu związaną najpewniej z produkcją słodowniczą. W późniejszych wiekach działalność ta była prowadzona z różnym natężeniem. W XIX i na początku XX wieku w kamienicy znajdował się skład kupiecki Hermanna Pennera, następnie kolonialny Paula Albrechta. W okresie międzywojennym najpierw działalność prowadził w niej „Bank Dyskontowy”, następnie „Drogeria Morska” Mazurkiewiczów, a po II wojnie światowej wnętrze przeznaczono na mieszkania. W 1987 roku, po generalnym remoncie, obiekt oddano ponownie do użytku w nowej funkcji – jako miejsca, gdzie można poznać historię Ziemi Puckiej. W 2021 roku z okazji 673. rocznicy nadania praw miejskich miastu Puck udostępniono nową wystawę stałą pn. “Prawdziwie morskie – Dzieje Ziemi Puckiej”. Na wystawie zaprezentowane są dzieje stołecznego miasta Pucka na tle historii Kaszub Północnych, tzw. Nordy. Ekspozycja obejmuje najważniejsze momenty dziejowe regionu od pradziejów aż po współczesność. Głównymi jej bohaterami są wyjątkowe zabytki ze zbiorów Muzeum otoczone bogatą ikonografią i oprawą plastyczną. Towarzyszą im multimedialne prezentacje, filmy i nagrania. Jednymi z cenniejszych zabytków są m.in.:„skarb brązowy z Władysławowa” kultury łużyckiej, skarb bursztynowy z II w. n.e. znaleziony pod fundamentami zamku krzyżackiego w Pucku. Umieszczono tutaj również eksponaty pochodzące z badań prowadzonych od 1977 roku na terenie wczesnośredniowiecznego portu odkrytego na dnie Zatoki Puckiej, między innymi łódź dłubankę. Wystawa nie pomija również dziejów zamku krzyżackiego w Pucku. Dalsze części ekspozycji ilustrują historię miasta i regionu aż po czasy współczesne. Ekspozycję muzealną uzupełniają wnętrza mieszczańskie z drugiej połowy XIX wieku.

### Szpitalik

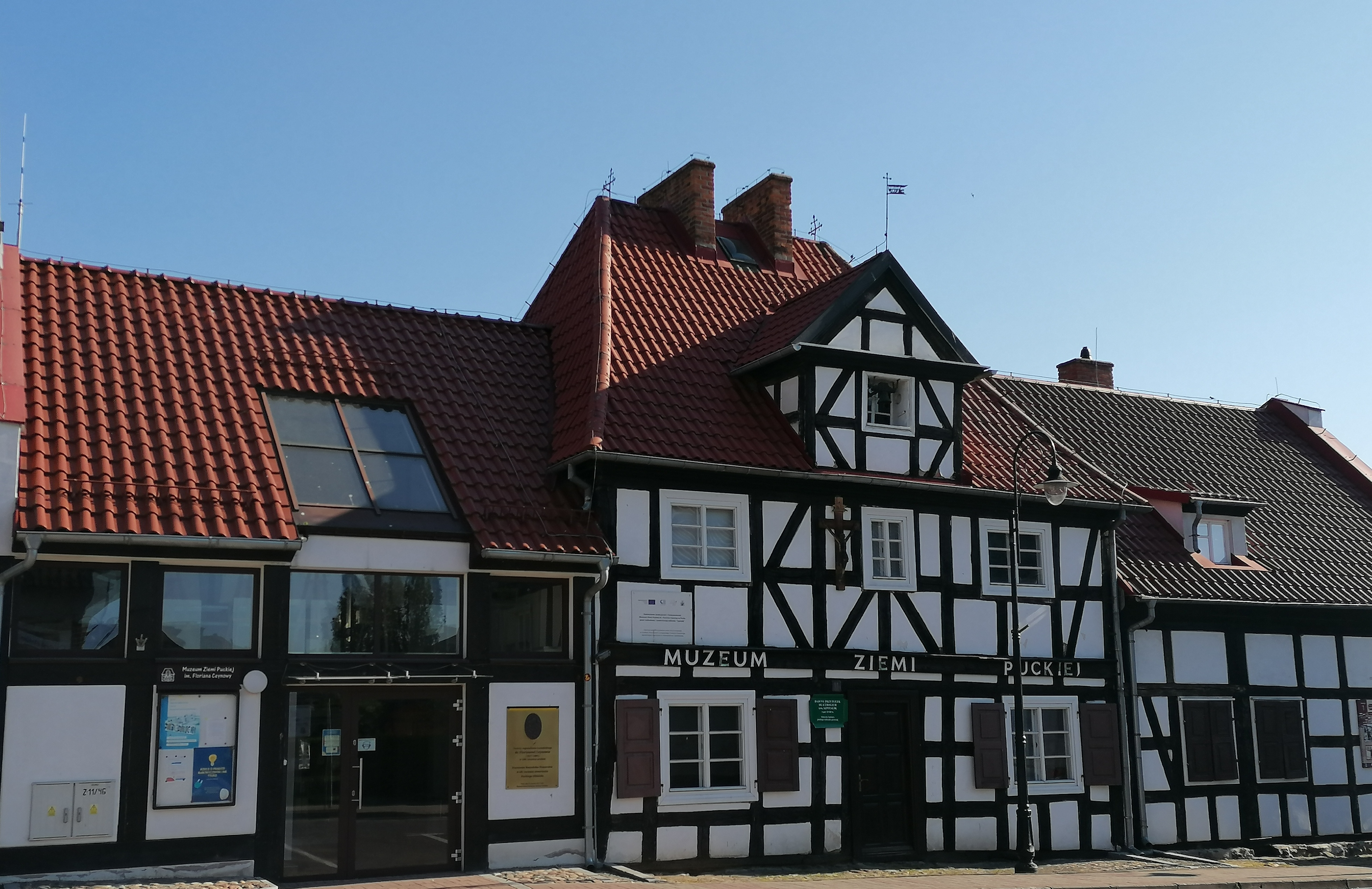
Oddział Muzeum Ziemi Puckiej "Szpitalik", ul. Wałowa 11

Prezentowane są tutaj ekspozycje etnograficzne powiązane z warstwą rzemieślników małomiasteczkowych. Odtworzono w nim wnętrza domu wiejskiego, warsztaty rzemieślnicze: rybacki, stolarski, bednarski, ciesielski, krawiecki, szewski, tkacki, rogowiarski oraz kuźnię. Do charakteru obiektu "Szpitalika" nawiązują ekspozycje poświęcone lecznictwu na Ziemi Puckiej. Przybliżają one zarówno dzieje medycyny lekarskiej w regionie, jak i bogatą tradycję lecznictwa ludowego na Kaszubach Północnych. Dopełnieniem ekspozycji są wystawy prezentujące sztukę ludową oraz zagadnienia związane z regionalizmem kaszubskim. Na wystawach można zobaczyć m.in. rzeźby takich ludowych artystów jak: Leon Golla, Izajasz Rzepa, Albin Lassin, kolekcję malarstwa na szkle Anny Basmann–Dettlaff, oraz kolekcję haftu kaszubskiego szkoły puckiej.
Dzieje puckiego szpitalnictwa sięgają XIV wieku, gdy utworzono poza granicami miasta pierwszy szpital z kaplicą, a następnie kościołem św. Jerzego jako miejsce odosobnienia zakaźnie chorych. Podczas wojen polsko-szwedzkich budynek uległ całkowitemu zniszczeniu (w 1656 roku). Odbudowa szpitala (bez kościoła) nastąpiła około 1681 roku. Nowy budynek posadowiono tym razem w obrębie murów miejskich Pucka. Około 1757 roku starosta pucki Ignacy Przebendowski przeznaczył środki na gruntowny remont obiektu oraz stworzył fundację na rzecz ubogich z miasta. Mieszkańcami budynku mogli być ubodzy i starcy z terenu parafii puckiej pod wezwaniem św.św. Piotra i Pawła, a ciężar ich utrzymania spoczywał na tejże parafii oraz magistracie miasta. Funkcję przytułku obiekt sprawował do końca lat 60. XX wieku. W 1970 roku budynek "Szpitalika" stał się siedzibą Stacji Gromadzenia Dóbr Kultury i Upowszechniania Wiedzy o Regionie przekształconej w 1980 roku w Muzeum Ziemi Puckiej.

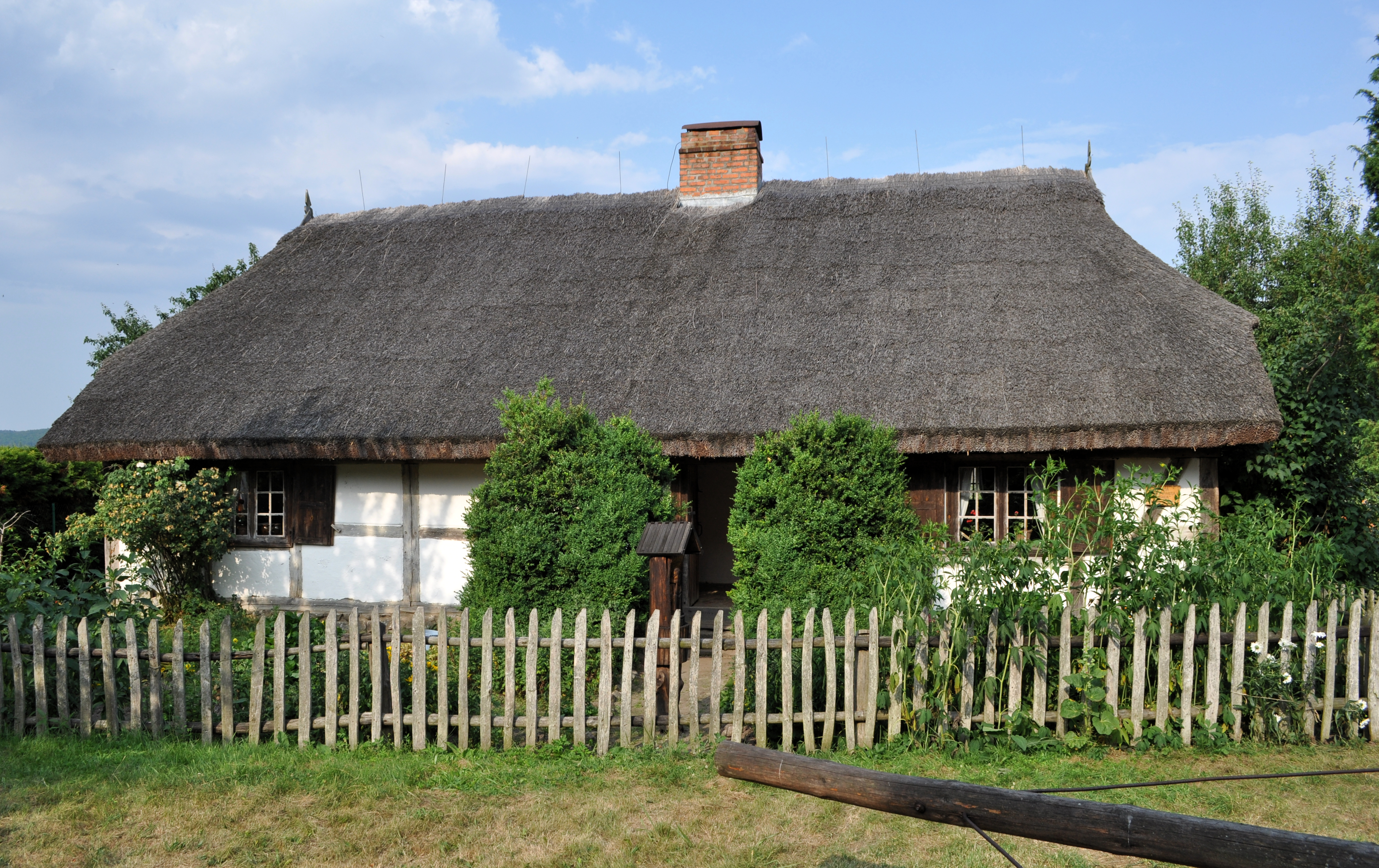
Oddział Muzeum Ziemi Puckiej -Skansen "Zagroda Gburska i Rybacka"

### Zagroda Gburska i Rybacka
Skansen "Zagroda Gburska i Rybacka" znajduje się w Nadolu (ul. Bałtycka 2). Projekt budowy zespołu elektrowni w rejonie Jeziora Żarnowieckiego stał się przyczyną podjęcia działań związanych z organizacją skansenu w Nadolu. Ochroną konserwatorską objęto tradycyjną XIX-wieczną zagrodę wiejską. Skansen otwarto 23 czerwca 1987 roku. W jego obrębie znajdują się: domostwo, zabudowania gospodarcze oraz obiekty towarzyszące, jak: studnia, piwnica, wozownia, gołębnik, kierat, pasieka, wędzarnia i piec chlebowy. Chata, w której koncentrowało się życie trzypokoleniowej rodziny zamożnego kaszubskiego gbura (gospodarza), posadowiona jest w głębi podwórza, odgrodzona od części gospodarczej ogrodem kwiatowym. W jej najbliższym sąsiedztwie znajdują się piwnica, studnia oraz warzywnik. Stodoła posadowiona jest równolegle do drogi z możliwością obustronnego wjazdu na klepisko z drogi i z podwórza. Obecnie w stodole znajdują się ekspozycja maszyn rolniczych oraz wystawa poświęcona zimowemu transportowi.
W skład zespołu wchodzi również wielofunkcyjna obora, która pod jednym dachem mieściła pomieszczenia dla koni, bydła, trzody chlewnej, owiec i drobiu. Do obory dobudowana została wozownia. Kompleks wzbogaciły zrekonstruowana chata rybacka z wiatą na rybackie narzędzia oraz remiza strażacka. W sezonie letnim na terenie skansenu odbywają się cykliczne imprezy o charakterze folklorystycznym: "Krancbal", "Dzień Chleba i Miodu".

### Hallerówka

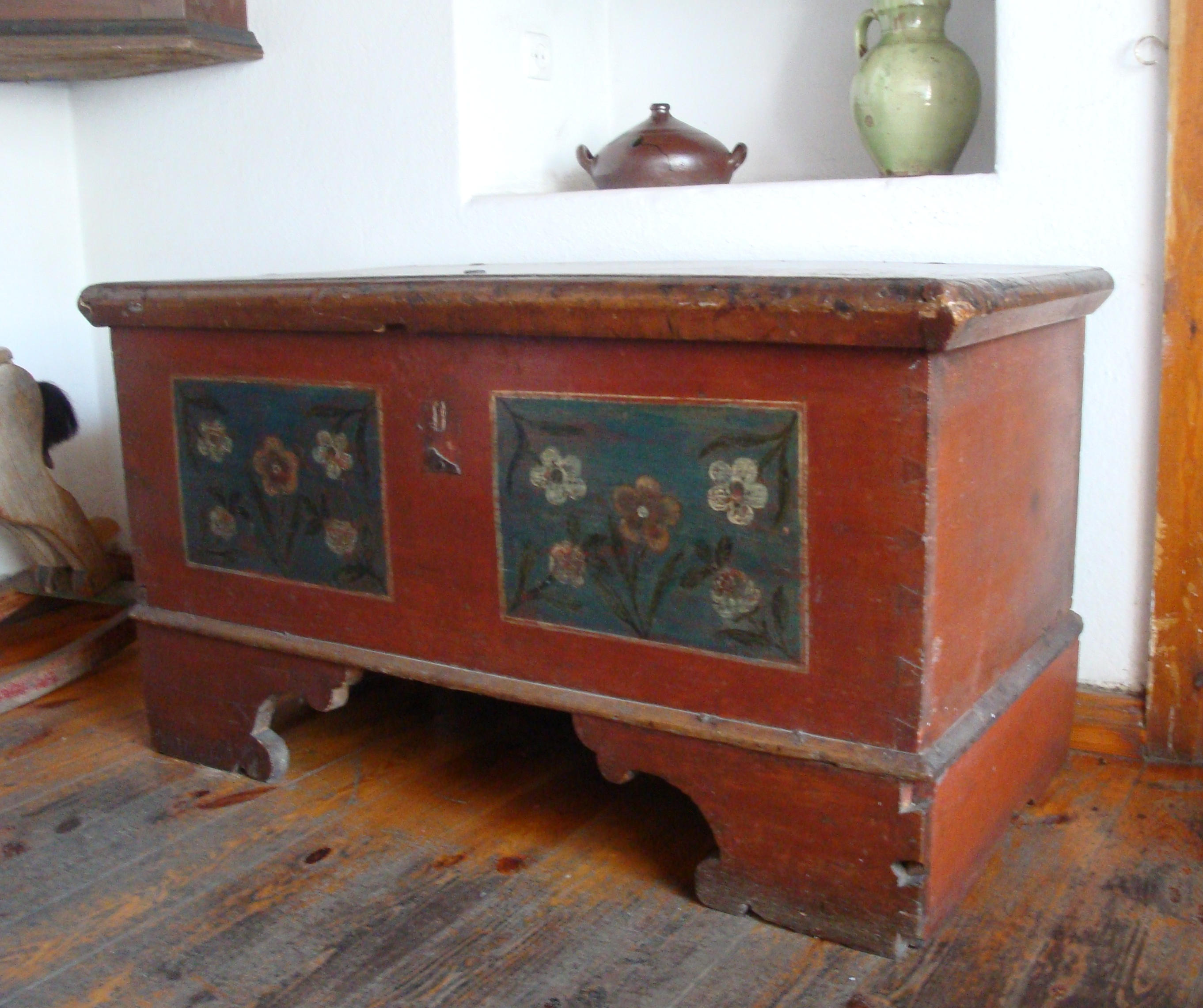
Kaszubska skrzynia na posag

„Hallerówka” Oddział Muzeum Ziemi Puckiej im. Floriana Ceynowy mieści się w zabytkowym obiekcie przy ulicy Morskiej 6 we Władysławowie. Drewniana willa wybudowana w 1924 roku należała do gen. Józefa Hallera oraz jego rodziny. Parcelę pod budowę przekazał ppłk. Henryk Bagiński, który wcześniej zakupił ziemię od mieszkańca Wielkiej Wsi Leona Torlińskiego. Na cześć generała tworzące się wokół willi letnisko nazwano Hallerowem. Józef Haller spędzał w niej wakacje letnie, równie często zapraszano na wypoczynek harcerzy oraz członków innych organizacji młodzieżowych. Po II wojnie światowej obiekt był w zarządzie Miasta Władysławowa i pełnił funkcję lokalu komunalnego. W 1981 roku przekazano go Zarządowi Nadmorskiego Parku Krajobrazowego na siedzibę oraz działalność muzealną. Utworzono wówczas pierwszą izbę pamięci Hallera. W 2000 roku otwarto w „Hallerówce” Centrum Pamięci gen. J. Hallera i Błękitnej Armii.

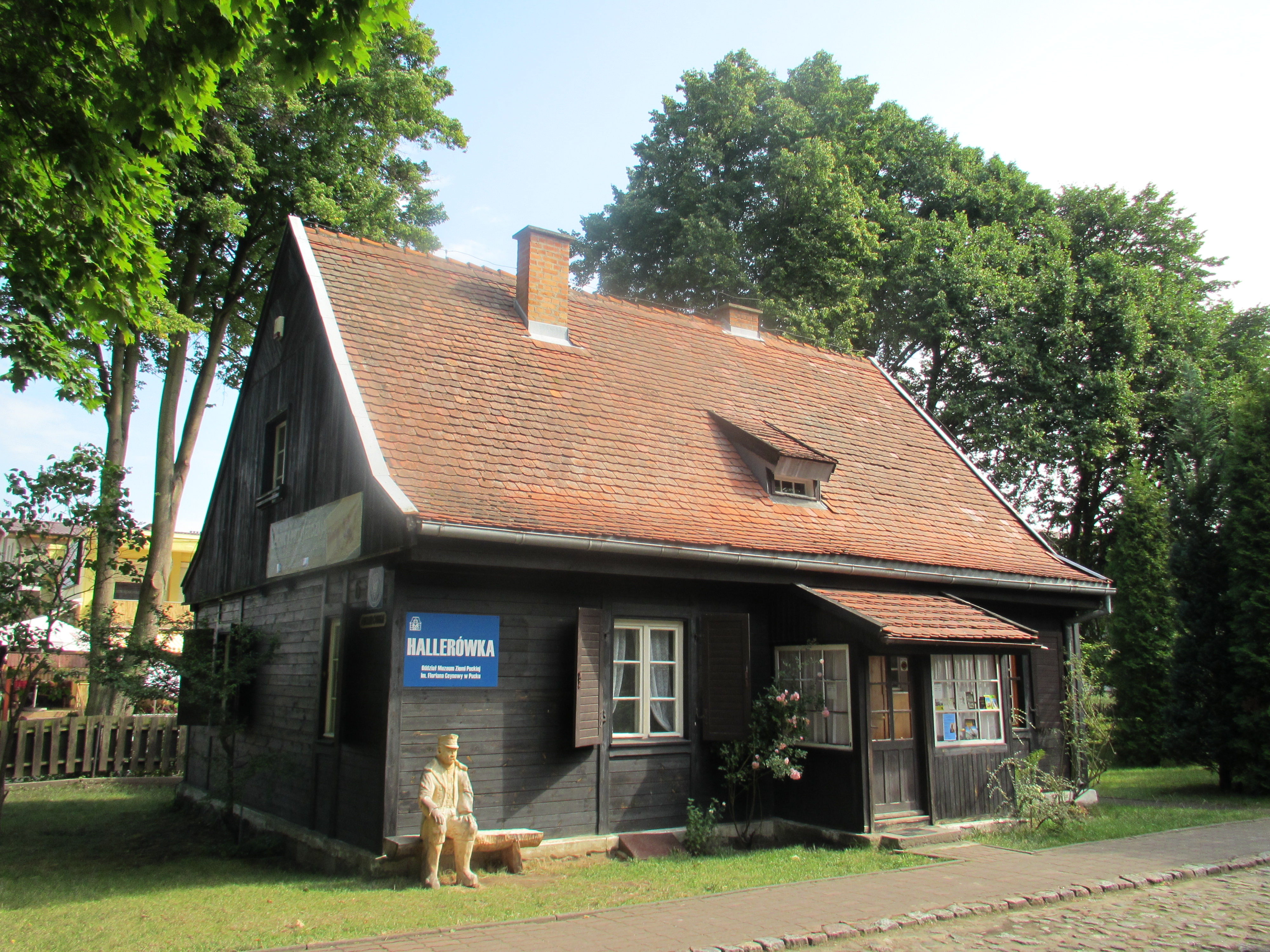
Oddział Muzeum Ziemi Puckiej "Hallerówka"

Od czerwca 2013 roku obiekt stał się oddziałem Muzeum Ziemi Puckiej im. Floriana Ceynowy w Pucku. Obecnie znajduje się tam stała ekspozycja pt. Gen. Józef Haller na Pomorzu – Dla Ciebie Polsko i dla Twej Chwały. Życie i służba gen. J. Hallera (1873-1960), na którą składają się przede wszystkim pamiątki poświęcone generałowi oraz żołnierzom z Błękitnej Armii. Do najcenniejszych zbiorów należą rzeczy osobiste generała podarowane przez jego synową Izabellę Haller.

Dodatkowo w obiekcie są udostępniane następujące wystawy:

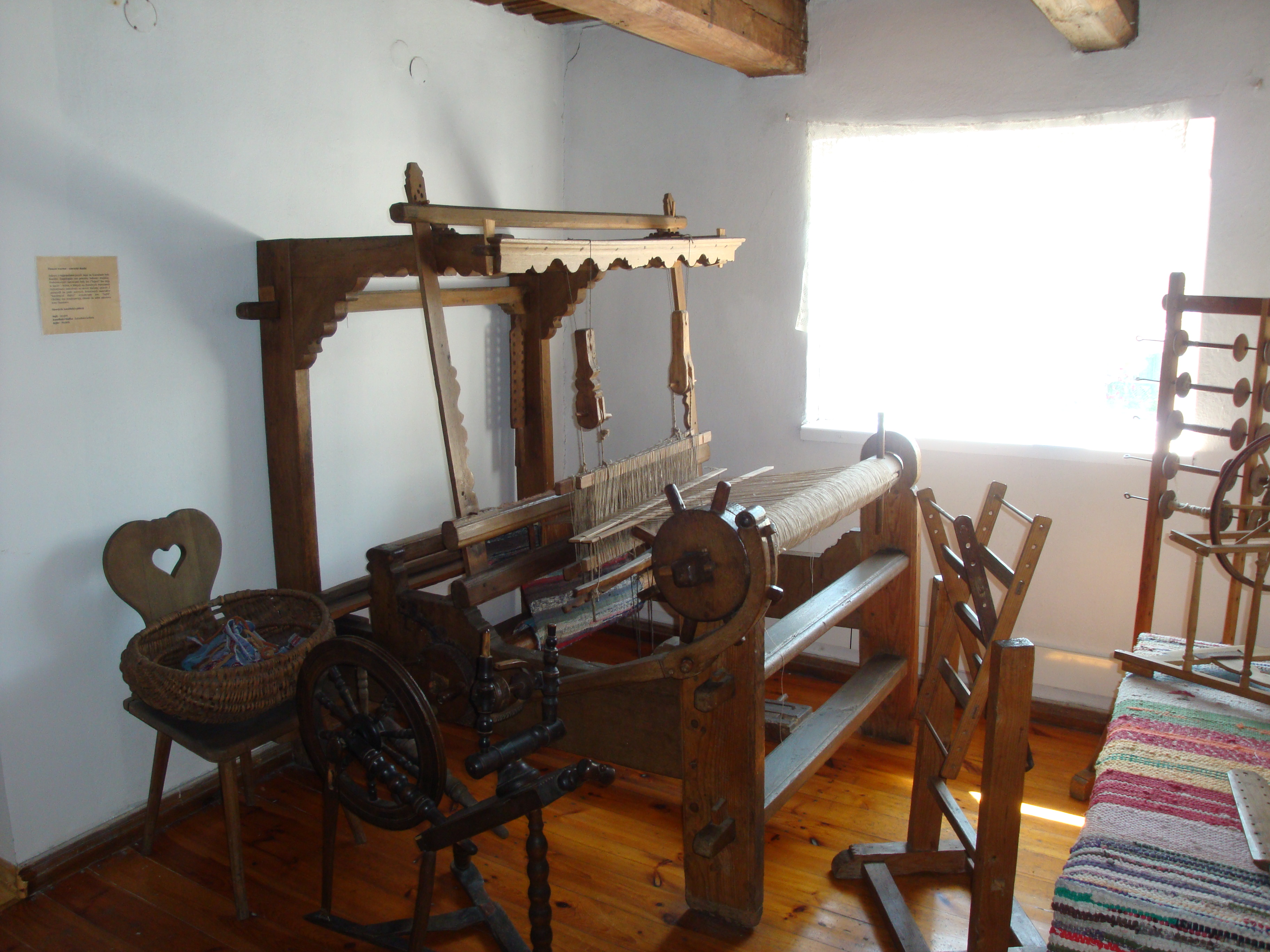
Warsztat tkacki

• „Augustyn Necel (1902-1976). Rybak, pisarz i gawędziarz kaszubski” ekspozycja przybliżająca postać Augustyna Necla, kaszubskiego twórcy, autora powieści marynistycznych.
• „Leon Golla – wyrzeźbiony rybacki świat”. Ekspozycja przybliża warsztat pracy rzeźbiarza z Wielkiej Wsi (obecnie Władysławowo), który w drewnie utrwalił historię kaszubskich rybaków.
W 2017 roku zwiedzającym udostępniono drugi obiekt znajdujący się w kompleksie oddziału, tzw. „Adiutantówkę”, zwaną też Błękitnym Domkiem. W okresie międzywojennym budynek był letnią willą adiutanta gen. J. Hallera – kpt. Jana Dworzańskiego. Dodatkowo pełniła ona również rolę stanicy harcerskiej, w której na zaproszenie generała wypoczywali członkowie hallerowskich drużyn błękitnych oraz harcerze. Obecnie, w nawiązaniu do jej pierwotnego przeznaczenia prezentowana jest tam wystawa stała pt. "Na letnisku u Hallera – historia letniego wypoczynku na Ziemi Puckiej od końca XIX wieku do 1989 roku".

### Zagroda Kaszubska (w budowie)
W Ostrowie (ul. Zabytkowa) budowany jest obecnie nowy oddział Muzeum „Zagroda Kaszubska” w oparciu o rekonstruowany XIX-wieczny czynszowy budynek mieszkalny wraz z całą zagrodą. W obrębie założenia powstaną sale edukacyjna oraz wystawiennicza.